# Saint-Broing
Saint-Broing – miejscowość i gmina we Francji, w regionie Burgundia-Franche-Comté, w departamencie Górna Saona.
Według danych z 1990 r. gminę zamieszkiwało 166 osób, a gęstość zaludnienia wynosiła 16 osób/km² (wśród 1786 gmin Franche-Comté Saint-Broing plasuje się na 578. miejscu pod względem liczby ludności, natomiast pod względem powierzchni na miejscu 414.).